# خامنه
خامنه (بالفارسية: خامنه) هي منطقة سكنية تقع في إيران في البلدة المركزية. يقدر عدد سكانها بـ 2,750 نسمة .

## أعلام
- مير حسين موسوي
- السيد علي خامنئي (مرشد الثورة الإسلامية في إيران)
- الشيخ محمد خيابانى التبريزي
- السيد مجتبى خامنئي( أبن علي خامنئي )
- السيد جواد الخامنئي ( والد علي خامنئي )